# Upon Entry - L'arrivo
Upon Entry – L’arrivo (La llegada) è un film del 2022 diretto da Alejandro Rojas e Juan Sebastián Vásquez.
La pellicola affronta il tema delle frustrazioni ed abusi psicologici cui sono sottoposti alcuni aspiranti emigranti negli Stati Uniti d'America, al loro arrivo in aeroporto, da parte degli addetti all'immigrazione, anche nel caso in cui i documenti siano completi e in ordine.

## Trama
Diego, urbanista venezuelano, ed Elena, ballerina catalana, decidono di trasferirsi negli Stati Uniti per iniziare una nuova vita. 
All'arrivo all'aeroporto di New York, vengono trattenuti dagli agenti dell'immigrazione.
L'interrogatorio vuole insinuare che la relazione tra i due sia fittizia in quanto chi ne beneficierebbe maggiormente, il venezuelano, aveva in passato provato ad entrare nel Paese, attraverso un'altra unione con un'altra donna, poi non concretizzata.
Elena è sconvolta perché non sapeva nulla di questa storia. Quando i due vengono interrogati singolarmente lui mente dicendo di aver raccontato questa sua esperienza precedente alla sua compagna. Lei invece nega questa circostanza ma conferma tutto il resto dimostrando che il loro legame è reale e non una copertura per rendere agevole un'immigrazione altrimenti complicata.
L'interrogatorio mostra come l'intento degli agenti sia quello di minare certezze e fare leva sulle debolezze delle persone per spingersi fino ad estorcere verità che rivelino piani truffaldini dietro la richiesta di ingresso nel Paese.
Al termine la coppia è messa a dura prova, con Elena cui è stato insinuato il dubbio di essere stata usata dal suo compagno. Ma mentre tutto sembra andare in pezzi, i due vengono richiamati per ricevere il passaporto vistato ed essere rilasciati.

## Produzione
Il film è stato girato in Spagna con un budget contenuto, utilizzando principalmente una singola location per enfatizzare la tensione claustrofobica. La sceneggiatura si ispira alle esperienze personali dei registi come emigranti venezuelani. 

## Distribuzione
Il film è stato presentato in anteprima alla 16ª edizione del Festival del cinema spagnolo e latinoamericano di Roma, dove ha vinto il Premio del Pubblico. In Italia, è stato distribuito da Exit Media Distribuzione a partire dal 1º febbraio 2024. 

## Riconoscimenti
- 2023 – Premio Goya
  - Candidatura per il miglior regista esordiente ad Alejandro Rojas e Juan Sebastián Vásquez
  - Candidatura per la miglior sceneggiatura originale
  - Candidatura per il miglior montaggio
- 2022 – Tallinn Black Nights Film Festival
  - Premio FIPRESCI
- 2022 – Festival du film policier de Reims
  - Premio del Pubblico
  - Premio Speciale della Giuria
- 2022 – Festival di Malaga
  - Miglior attore ad Alberto Ammann
- 2022 – Kolkata International Film Festival
  - Miglior film
- 2022 – Tetouan Mediterranean Film Festival
  - Premio della Critica
- 2022 – BAFICI Buenos Aires
  - Premio SIGNIS
- 2023 – Independent Spirit Awards
  - Candidatura per la miglior opera prima
  - Candidatura per la miglior sceneggiatura
  - Candidatura per il miglior montaggio
- 2023 – Premios Feroz
  - Miglior sceneggiatura